# WUJek (album)
Płyta WUJek to składanka utworów zespołów prezentujących się na corocznie organizowanym w Warszawie Festiwalu WUJek. Została wydana w 2006 roku przez Fabrykę Trzciny.

## Lista utworów
1. BATYSKAF "KRZYNÓWEK
2. TRIFONIDIS "BANGRASACAS"
3. MELANCHOLIA "SŁONECZNIKI"
4. MERITUM "DZIEWIĄTKOWE PE"
5. PUSTKI "TOTO LOTEK"
6. WIOSNA "PRIMA APRILIS"
7. ELEKTROLOT "SLOW"
8. BATYSKAF "DUM DUM"
9. LEONOFF "STEFAN ESTRADA"
10. PUSTKI "KRÓLOWA MARSA"
11. ŚLIMAK TRIO "WPROST PRZECIWNIE"
12. TRIFONIDIS "JUMA"
13. MERITUM "CIS"
14. STWORYWODNE.JASZCZURY "TANIEC DRWALI"
15. ELEKTROLOT "HAPPY"
16. ŚLIMAK TRIO "PRZYGODY PĄCZKÓW NA MARSIE"
17. WIOSNA "RADIO EARTH"